# Misrata
Misrata (arabisch مصراتة, DMG Miṣurāta, auch Misurata) ist eine Stadt in Libyen. Sie befindet sich in der Region Tripolitanien an der Mittelmeerküste nahe dem gleichnamigen Kap. Misrata befindet sich 210 Kilometer östlich der Hauptstadt Tripolis.
Misrata ist Hauptort des gleichnamigen Munizips, in dem 2006 über 550.000 Menschen lebten, und gilt als bedeutendes nationales Wirtschaftszentrum. Der Hafen der Stadt heißt Qasr Ahmed. Beim Zensus 2006 wurden 330.540 Einwohner gezählt.

## Geographische Lage
Misrata liegt an der Südküste des Mittelmeeres, etwa 211 km östlich von Tripolis und 825 km westlich von Bengasi. Zum Stadtgebiet gehört Kap Misrata, der westlichste Punkt der Großen Syrte. Die Stadt breitet sich in einer großen Oase aus, die vom Meer im Norden und Osten durch einen Küstendünengürtel getrennt ist. Im Landesinneren schließt sich eine Sandwüste an. Palmen, Olivenbäume und Parks prägen das Bild der Innenstadt mit modernen Gebäuden und breiten Straßen.

## Geschichte

### Altertum
Misrata gilt als einer der Küstenhandelsplätze, die die Phönizier ab dem 10. Jahrhundert v. u. Z. im späteren Tripolitanien errichteten. Daher wird vermutet, dass die Stadt seit etwa 3000 Jahren ein bedeutendes Handels- und Wirtschaftszentrum ist. Misrata ist ebenfalls bekannt für namhafte Gelehrte, Literaten und Künstler Libyens.
In der Antike war die Stadt unter anderem als Kephale Tobactus bekannt (andere Namen: Thubactis, Thubaqt, Tubartis, Tobartis). Die Bedeutung des Orts begründete sich durch den hiesigen Kreuzungspunkt von Handelswegen an der nordafrikanischen Küste sowie als Zentrum eines fruchtbaren Gebietes namens Cephale Promentium. Im vierten Jahrhundert vor unserer Zeitrechnung wird der Ort auch in den Stade Somas Marcie Magna (den längsten Entfernungen des Mittelmeers) erwähnt. In diesen ältesten schriftlichen Quellen, die vor 2350 Jahren datieren, wird auch erstmals der Küstenort Qasr Ahmed erwähnt, wo der antike und aktuelle Hafen von Misrata liegt. Der Geograph Strabon beschreibt im ersten Jahrhundert v. u. Z. das Kap als bewachsene Erhebung, der den Beginn der Großen Syrte markiert. Ptolemäus erwähnte als Treron Akron jene drei Kaps, die in die See ragen und wo der Stamm der Misurata lebt. Der Ort hieß wegen seines Reichtums an weißen und gelben Sanddünen auch Dat Arrimal (der Sandige).

### Bürgerkrieg 2011
Während des Aufstands in Libyen 2011 geriet die Stadt unter Kontrolle der Rebellen.
So wurde sie am 16. März 2011 von Regierungstruppen mit Artillerie und Panzern beschossen. Dabei kamen mehrere Menschen ums Leben. Am 23. März kam es zu schweren Kämpfen zwischen loyalen Soldaten und Aufständischen. Bewohner berichteten, dass am Abend des 23. März auch das Krankenhaus der Stadt angegriffen wurde. Panzer hatten die Klinik beschossen, zwei Menschen kamen dabei ums Leben.
Regierungstruppen hatten die Stadt am 3. April 2011 komplett eingekesselt und nahmen in der Folge die Stadt jeden Tag mit Granaten unter Beschuss. Es kam zu heftigen Gefechten zwischen den aufständischen Rebellen und Regierungstruppen. Viele Häuser sind in Brand gesetzt worden, es gab zahlreiche Tote und sehr viele Verletzte. Die Versorgungslage der Stadt verschlechterte sich dramatisch, es fehlte vor allem an Medikamenten und Wasser. Am 2. April brachte das türkische Schiff Ankara unter dem Schutz von türkischen F-16-Kampfflugzeugen und zwei Fregatten 230 schwerverletzte Menschen aus der heftig umkämpften Stadt. Für sie gab es dort keine ausreichende Versorgung mehr und wurden in gut ausgerüsteten Krankenhäusern in der Türkei versorgt.
Die Regierungstruppen kämpften sich den Weg bis in das Stadtzentrum frei, zogen sich aber am 23. April wegen der heftigen Abwehrkämpfe wieder in die Randbezirke der Stadt zurück. Sie setzten ihre Angriffe aus der Distanz fort und feuerten Raketen in die Stadt. Am 5. Mai 2011 gelang es den Regierungstruppen, das UNO-Flugverbot zu durchbrechen und mit landwirtschaftlichen Kleinflugzeugen Bomben über den Tanks abzuwerfen, in denen der Benzin-Vorrat der Stadt lagerte; die Tanks brannten aus. NATO-Seestreitkräfte verhinderten am 16. Mai einen erneuten Angriff auf den Schiffsverkehr zum Hafen von Misrata – die einzige Verbindung in die eingeschlossene Stadt. Durch private Finanzierung konnte bereits im Dezember 2011 der im Krieg schwer beschädigte Flughafen Misrata wiedereröffnet werden. Auch der Hafen der Stadt konnte bis 2013 durch private Geschäftsleute bereits wieder mit 90 Prozent der Vorkriegskapazität betrieben werden.
Nach der Revolution haben in Misrata als der ersten Stadt in Libyen am 20. Februar 2012 freie Wahlen für einen Stadtrat stattgefunden. In den folgenden Monaten beschäftigte sich der Stadtrat damit, weitgehend autonom von der Zentralregierung in Tripolis, Polizei, Armee, Schul- und Gesundheitswesen wieder aufzubauen. Zudem wurde das Verfahren zum Eröffnen von Handels- und Gewerbebetrieben massiv vereinfacht, um die Wirtschaft in der Stadt wieder in Gang zu bringen. Die Mitglieder der Milizen wurden größtenteils als Beschäftigte in die Stadtverwaltung übernommen.
Bürgermeister Muhammad Eshtewi wurde im Dezember 2017 von unbekannten Angreifern ermordet.

## Wirtschaft und Infrastruktur

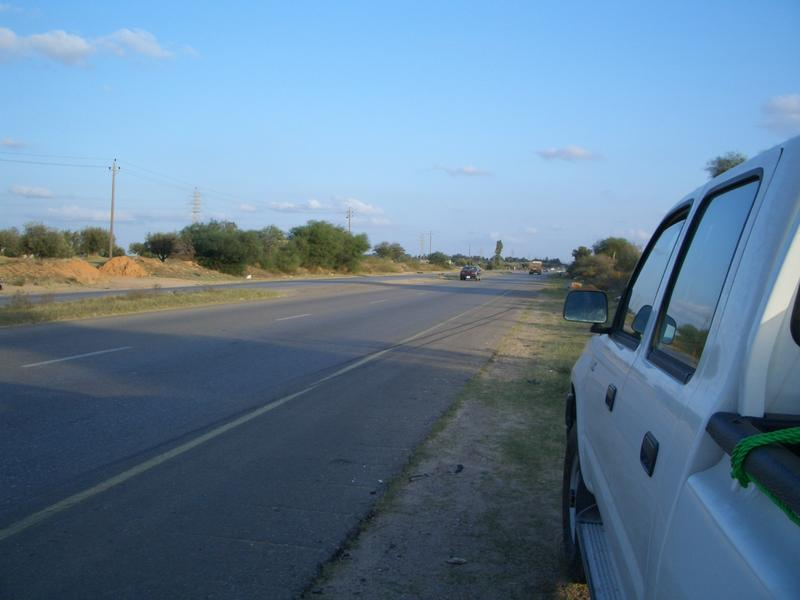
Straße von Misrata nach Tripolis

Misrata ist bekannt für seine Industrie, insbesondere die Stahlwerke sowie Teppich- und Textilerzeugung neben zahlreichen Handels- und Dienstleistungsunternehmen. Die Stadt beherbergt die Unternehmenszentralen zahlreicher Staatsbetriebe, unter anderem im Hafensektor (Libyan Ports Company), im Stahlsektor (Libyan Iron and Steel Company (LISCO)), im Medienbereich und im Finanzsektor.
Misrata hat mit dem Hafen Qasr Ahmad und dem Flughafen internationale Verkehrsverbindungen und ist über die Küstenschnellstraße A1 landesweit erreichbar.
Das Bahnprojekt Ras Ejder–Sirt entlang der Mittelmeerküste und das Bahnprojekt Misrata–Sabha zur Verbindung des Stahlwerks mit den Erzlagerstätten im Landesinneren wurde durch den Bürgerkrieg auf unbestimmte Zeit gestoppt.

## Bildung
In Misrata befindet sich die Universität des 7. Oktober mit 15 Fakultäten. Zudem existieren weitere höhere Bildungseinrichtungen sowie externe Fakultäten der Al-Tahadi-Universität Sirte und der Al-Fateh-Universität Tripolis.

## Klimatabelle
|                       | Jan  | Feb  | Mär  | Apr  | Mai  | Jun  | Jul  | Aug  | Sep  | Okt  | Nov  | Dez  |   |      |
| Mittl. Tagesmax. (°C) | 18,0 | 19,3 | 20,5 | 23,0 | 26,5 | 29,9 | 31,6 | 32,5 | 31,1 | 27,8 | 23,9 | 19,4 | ⌀ | 25,3 |
| Mittl. Tagesmin. (°C) | 8,5  | 9,2  | 11,1 | 13,8 | 16,8 | 20,0 | 21,9 | 22,5 | 21,5 | 18,2 | 13,6 | 10,0 | ⌀ | 15,6 |
|                       |      |      |      |      |      |      |      |      |      |      |      |      |   |      |
| Niederschlag (mm)     | 56   | 25   | 20   | 11   | 4    | 1    | 0    | 0    | 11   | 42   | 38   | 59   | Σ | 267  |
|                       |      |      |      |      |      |      |      |      |      |      |      |      |   |      |
| Sonnenstunden (h/d)   | 6,1  | 7,5  | 7,5  | 8,3  | 9,7  | 9,9  | 11,8 | 11,4 | 9,0  | 7,7  | 7,1  | 5,7  | ⌀ | 8,5  |
|                       |      |      |      |      |      |      |      |      |      |      |      |      |   |      |
| Luftfeuchtigkeit (%)  | 70   | 68   | 69   | 68   | 70   | 71   | 73   | 72   | 71   | 69   | 68   | 67   | ⌀ | 69,7 |

| 8,5 |

| 9,2 |

| 11,1 |

| 13,8 |

| 16,8 |

| 20,0 |

| 21,9 |

| 22,5 |

| 21,5 |

| 18,2 |

| 13,6 |

| 10,0 |

| 8,5 |

| 9,2 |

| 11,1 |

| 13,8 |

| 16,8 |

| 20,0 |

| 21,9 |

| 22,5 |

| 21,5 |

| 18,2 |

| 13,6 |

| 10,0 |

## Persönlichkeiten
- Fathi Baschagha (* 1962), Militär und Politiker
- Younes al-Shibani (* 1981), Fußballspieler
- Moatasem Al-Musrati (* 1996), Fußballspieler